# 張慕陶 (湖北)
張慕陶（1902年—1985年），字世佛，湖北鄂城人，黃埔軍校第五期畢業，中華民國憲兵將領。曾擔任臺北宪兵第四团团长，為鎮壓二二八事件行動的共同執行者，屬軍統系。

## 生平簡介

### 早年
民國十五年（1926年），畢業於黃埔軍校第五期砲科，擔任少尉砲兵排長。在國民革命軍北伐時，與張宗昌作戰，升任中尉，佔缺連長。
民國十七年（1928年），考入軍官研究班憲兵科，升為上尉，改任南京江寧憲兵教練所學生中隊中隊長。
1931年，晉升少校參謀官，1932年調為團附，1934年任憲兵司令部總務處教育科主任，1935年升中校，任憲兵第一團營長，1936年駐守洛陽，在西安事變時，將所有奉系軍官拘押。1937年參加南京保衛戰，1938年任憲兵第八團副團長，駐兵江西上饒；1939年升憲兵第十五團上校團長，1942年任鉛山警備司令，1944年升為少將，擔任軍事委員會風紀第一巡察團委員，1946年調任臺北憲兵第4團團長，與周召南、瞿荊洲、劉國龍、汪大錕等在臺北開設私立金甌小學，後改為金甌女中。

### 二二八事件
1947年二二八事件時，張慕陶開始分化臺灣仕紳，並慫恿蔣渭川（社會運動家蔣渭水之弟）為國民黨廣播，分化仕紳之間的感情，並與警備總部參謀長柯遠芬等人作好部屬，以配合接下來國軍的登陸掃蕩。3月8日中午12時，張慕陶在台北中山堂對二二八事件處理委員會委員們公開演講：「槍桿為軍隊之生命，若要向其繳械，危險之事，勢必發生，余願保證，倘不發生繳械，則社會必無動亂……本省此次要求改革政治，甚為正當，中央一定不會調兵來臺……本人決以生命保證，中央絕不對臺灣用兵」，藉此鬆懈民眾的防備心理。
憲兵二營於3月8日抵達基隆後，於晚上10時開往臺北。長官公署並於晚上10時30分下令總攻擊。而憲兵第4團積極參與逮捕民眾，警總參謀長柯遠芬指出：「緝捕為首陰謀份子，由憲兵張慕陶團長主其事，警總調查室、軍統局臺北站協助之」。
例如臺灣省參議員王添灯於3月11日被憲兵第四團逮捕，由張慕陶親自審訊。輾轉聽到王添灯死亡真相的蘇新表示，一個在憲兵第四團（團長是張慕陶）當憲兵的證詞：張慕陶審訊王添灯的時候，他在門口站崗。他被打得很厲害，鮮紅的血從臉上往下流，後來滿頭滿面都是血塊，但是王添灯絕不屈服，大罵張慕陶。張慕陶罵王添灯：「你這個野心家，想當臺北市長……」王添灯回答說：「我從來沒有想過要當臺北市長，但是，如果臺灣人民要我當臺北市長，我就當……」張慕陶暴跳如雷說：「好！就讓你到陰間當臺北市長！」命令衛兵往王添灯身上潑汽油，從頭上到腳底，都是濕淋淋的。最後拉到一個地方，點火把他燒死了。藍博洲於《消失在歷史的迷霧中》書上表示，蘇新所聽到的說法，雖然不一定是真的，但總算是一種可能。而且，從他所聽到的內容來看，它也十足地反映了一個封建專制政權的殘酷性的一面。
3月23日臺灣省警備總司令陳儀發佈公告，綏靖期間的逮捕人犯均由憲兵執行，庶免擾民（時任警總參謀長柯遠芬表示：逮捕作業，主要是由憲兵依陳儀所核定名單來執行，名單係由陳儀直接交給憲兵圍長張慕陶，警備總部自始至終未參與逮捕作業，失蹤者如林茂生、陳炘等人究係如何處理，難以判斷，因係由張慕陶執行）。國防部長白崇禧抵臺視察後，發現濫捕與秘密逮捕情況嚴重，憲兵第四團與警備總部互相爭奪逮捕權限，於是白崇禧於3月29日指示逮捕應由警備總部統一執行，並於3月31日代電通令所有軍警各機關，非有國防部命令，不得擅自逮捕，憲兵第四團接獲此命令後不服此項指示。4月4日憲兵第四團團長張慕陶呈文警備總部表示：「為免除事實之困難與綏靖工作之牽掣起見，乃要求憲兵在各管區內有『逕行逮捕』之權」，顯見張慕陶領導憲兵第四團目無法紀。
张慕陶1948年回中國大陸參加國共戰爭，調升憲兵司令部東南區司令部副司令，兼首都衛戍區第二綏靖分區司令，1949年因中國國民黨政府連敗多場關鍵戰役，隨之遷臺。